# Kanton Guéret-Sud-Est
Kanton Guéret-Sud-Est (francouzsky Canton de Guéret-Sud-Est) je francouzský kanton v departementu Creuse v regionu Limousin. Tvoří ho čtyři obce.

## Obce kantonu
- Guéret (jihovýchodní část)
- Saint-Laurent
- Sainte-Feyre
- La Saunière